# Castell de Mollet (la Bastida)
El Castell de Mollet és un castell medieval d'estil romànic del segle xiii situat en el poble de la Bastida, a la comarca del Rosselló, a la Catalunya del Nord.
Està situat en el punt més alt del turonet on es troba el poble de la Bastida, als voltants de l'actual església parroquial de Sant Miquel de la Bastida.

## Història
El poble és esmentat des del 990, sempre amb el nom de Mollet o Molletell (Moletum, 1009; Molled, 1011; Molletello, 1046; Moletel, 1090), fins que a partir de la construcció de la fortificació del segle xiii, que emmurallava la cellera primitiva de Mollet, es començà a anomenar la Bastida (S, Michelis de la Bastida, 1276; la Bastida de Moled, 1395; Bastida, 1406 i 1435, etc.).
Al llarg dels segles diversos llinatges rossellonesos foren senyors de Mollet, o de la Bastida: als segles XI-XIII, foren els Cortsaví-Serrallonga; al XIV, els Alió-So; al rei de Mallorca el 1335; als XIV-XV, als Llupià-Bages; als XV-XVI, als Çagarriga; al XVII, als Taquí, i al xviii, als Oms.

## Les restes del castell
Els vestigis d'aquest antic castell són situades al costat nord del poble, prop de l'església parroquial. Del castell pròpiament dit, en queden pocs vestigis.